# 生殖系统
生殖系统（英語：reproductive system）是生物体内的和生殖密切相关的器官（生殖器）成分的总称。不過像腺体、激素、費洛蒙等也是生殖系统的一部份。
同一種生物的生殖系统會依性別而有顯著的差異，這也是和其他器官系統最大的不同點，二性生殖系统的差異可以從二個個體中的基因中組合出新的一組基因，可以提高後代基因的適應度。

## 動物
哺乳動物中的主要生殖系统包括外在的生殖器（陰莖及陰戶），也包括許多在身體內的器官，包括可以產生配子的生殖腺（睪丸及卵巢）。人類有許多常見的生殖系統疾病，也有些是會藉由性行為或其他方式感染的性傳染病。
其他的脊椎动物大部份也都有類似的生殖系統，包括生殖腺、生殖通道及對外的開口。不同的生物為了適應環境，以及其繁殖策略的不同，生殖系統會有許多的變化。

### 脊椎动物
脊椎动物的生殖系统包括產生配子的生殖腺和输送配子的生殖管，一部分脊椎动物还有副性腺和外交接器。雌性的生殖腺經由卵管連接到體表的一個開口，有些動物的開口是和排泄共用的泄殖腔，但也有些動物有生殖腺獨立的開口，例如陰道或是插入器官。

#### 人類
哺乳动物生殖系统的器官可分為外生殖器（陰莖和女陰）和內生殖器，內生殖器包括產生配子（精子和卵子）的生殖腺（睾丸和卵巢）。雌性哺乳动物的生殖系统包括激素腺体、配子、卵巢、和子宫及阴道，但不包括乳房。臨床上常將卵巢和輸卵管稱為子宮附件。雄性哺乳动物生殖系统由睾丸、附睾、輸精管、尿生殖道、副性腺、陰莖和包皮等組成。其他的脊椎動物大都也有類似的生殖系统，包括生殖腺、生殖管及生殖孔。不過隨著物種的不同．生殖系统也有些差異。
人類生殖是利用性交的方式進行體內受精。在性交過程中，男性的陰莖勃起，插入女性的陰道內，射精時排出含有精子的精液到陰道內，精子經過陰道及子宮頸，到達子宮或输卵管，目的是使卵細胞受精。受精後的卵細胞稱為受精卵，在成功在子宮壁著床後，受精卵會在子宮後發育約九個月的時間，這段期間即為妊娠或懷孕。若胎兒正常成長，最後會分娩，分娩過程包括子宮肌肉的收缩、宫颈扩张、嬰兒從產道（即陰道）出生。人類的嬰兒和幼兒無法獨立生存，需要养育十多年的時間。婴儿剛出生後，母親乳房的乳腺就可以分泌母乳，供嬰兒餵食。这种过程被稱為哺乳。
女性生殖系統有二個功能：製造卵子，以及在分娩之前保護及养育胎兒。相形之下，男性生殖系統的功能較為專一，就是製造及排出精子。人類有高度的性別分化，除了生殖系統不同之外，在第二性徵上也有顯著的不同。

##### 男性
男性生殖系统主要是骨盆腔附近的許多器官組成，其主要功能是提供精子，和女性的卵子受精。
男性生殖系统主要可以分為三個部份。第一部份是產生及儲存精子。精子是位在阴囊中的睾丸產生，阴囊也有調節溫度的功能，還不成熟的精子會移動到附睾中繼續發育，附睾也是儲存精子的部位。第二部份主要功能是產生精液，其中包括精囊，前列腺和輸精管等腺體。第三個部份則是用於交配以及精液（及精子）的釋放，包括阴茎、尿道、输精管及尿道球腺。
男性的第二性徵主要包括以肌肉為主的體格、聲音低沈、鬍鬚及體毛、肩膀較寬、以及喉结的發育。主要的性激素有雄激素及睾酮。
睾丸會釋放激素，激素會控制精子的發育，也會影響像鬍鬚或是低沈聲音之類的第二性徵。

##### 女性
女性生殖系统主要是骨盆腔附近，和繁殖有關的許多器官組成。女性生殖系统包括三個部份，阴道連結女陰（阴道的開口）及子宫，子宫是胚胎發育的地方，卵巢則是產生卵子的部位。乳房是女性第二性徵中明顯的部位，在胎兒出生後也有哺乳的作用，不過一般不會列在女性生殖系统中。
阴道在體表的開口為女陰，其中也包括了陰唇、陰蒂及尿道，在性交時前庭大腺會分泌粘液，潤滑此一部位。阴道連到到子宫的部份稱為子宮頸，而子宮藉由輸卵管連接到卵巢。女性一般有二個卵巢，每個卵巢中有數百個卵細胞。
女性青春期後，大約每28天，腦下垂體就會分泌激素讓卵細胞發育成長，卵細胞成熟後會經由輸卵管到子宮。卵巢分泌的激素會使子宮準備接受卵子。若卵子沒有受精，子宮內膜和未受精卵子會由陰道排出體外，稱為月經。若卵子受精，就會在子宮內膜著床，之後受精卵就會漸漸發育。

#### 其他哺乳類
大部份哺乳动物的生殖系統都很類似，不過人類以外的哺乳动物，其生殖系統和人類有些顯著的差異。例如大部份雄性哺乳动物的陰莖都有陰莖鞘及陰莖骨。大部份雄性哺乳动物和人類一様在阴囊内有位在下方的睾丸，不過有些動物的睾丸是在體內腹壁的下方，而有些物種（例如象）的阴囊沒有下降，位在體腔內腎附近的位置。
有袋類的生殖系統相當特別，雌性有二個陰道，對外有一個共用的開口，但往內會連接到子宮的不同區域，雄性的陰莖會在末端分叉為二支，對應雌性的二個陰道。雌性的有袋類一般會在其對外有開口的育幼袋中餵養剛出生的幼獸，育幼袋中有乳頭可以提供養份，讓幼獸在離開子宮後可以繼續成長。另外，有袋類的阴囊是在阴茎的前位，相當特別。剛出生的幼兽長約15mm，會紧贴著母親的毛皮依本能爬行及扭動一段距離，最後爬到母親的育幼袋中。
子宮和陰道是雌性哺乳類獨有的器官，在鳥類、爬蟲類、兩棲類或是魚類都沒有類似的器官。其他脊椎动物的生殖器官是直接連結到泄殖腔的输卵管，配子、尿和糞便都是由泄殖腔排出。單孔目（像鸭嘴兽及针鼹）是卵生的哺乳動物，沒有子宮和陰道，因此其生殖系統較接近爬蟲類。

#### 鳥類
公鳥和母鳥都有泄殖腔，蛋、精子及排泄物都從泄殖腔排出。其交配是透過公鳥和母鳥的泄殖腔相接觸來進行，有時也將泄殖腔稱為插入器官，類似哺乳類的陰莖。蛋離開母體後，母鳥會孵蛋，幼鳥會在蛋中漸漸成長。鳥和其他的脊椎動物不同，鳥只有一個卵巢及卵管有作用，鳥和哺乳類類似，會照顧其幼小的後代。

#### 爬行动物
爬行动物幾乎都是两性异形，由泄殖腔進行體內受精。有些爬行动物是卵生的，也有些是胎生的。爬行动物的生殖器官在其泄殖腔內。大部份雄性的爬行动物有交配器官，但平常會縮在體內。海龜和鱷魚有一個類似陰莖的器官，而蛇及蜥蜴有一對類似陰莖的器官。

#### 兩棲類

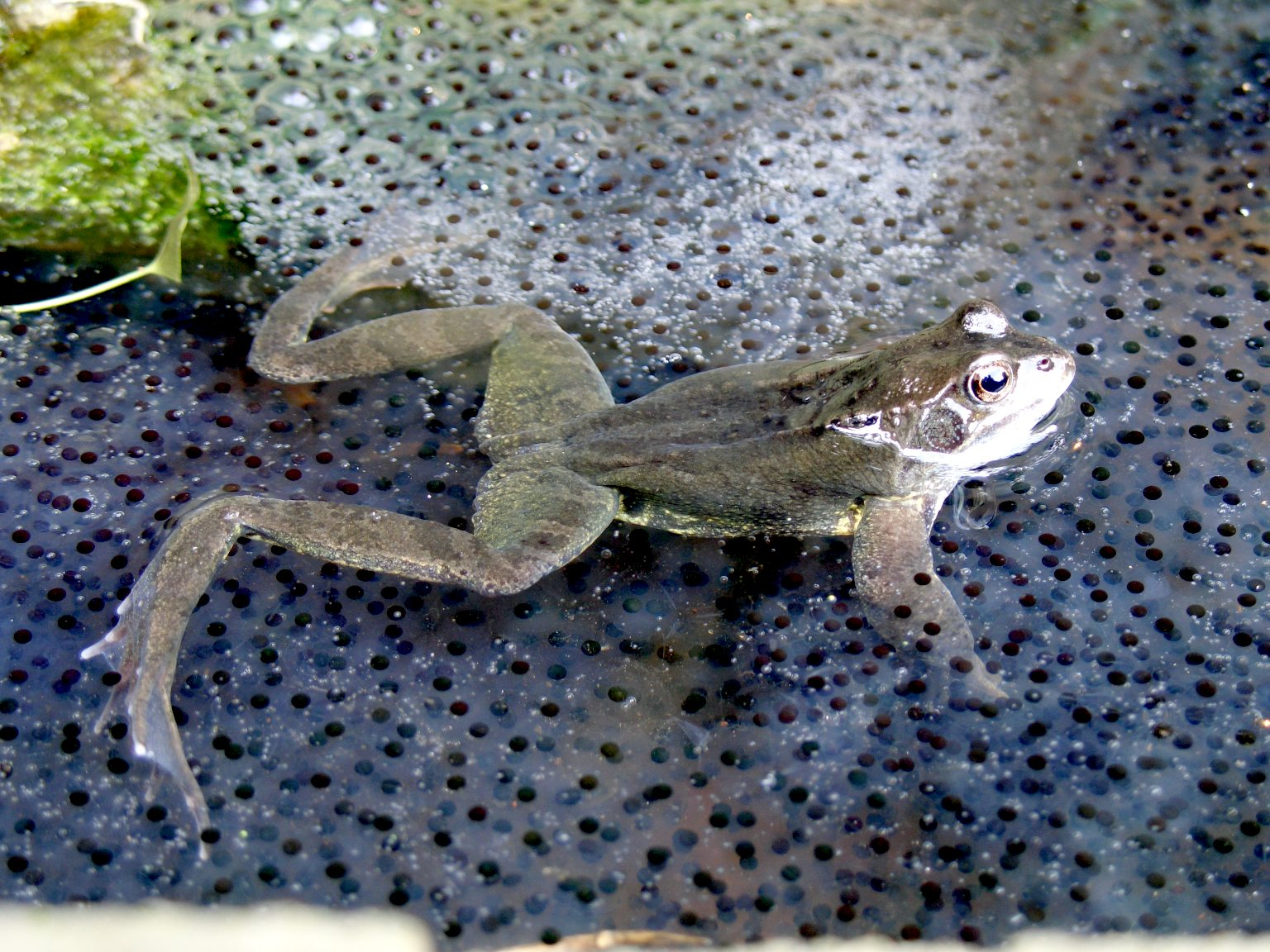
公的林蛙在發情期有特殊的顏色，等待母的林蛙來產卵

大部份的两栖动物是在水中的體外受精，不過像無足目是體內受精。 所有两栖动物都有生殖腺，連接到泄殖腔。

#### 魚類
魚類有許多種不同的生殖方式，大部份的魚是卵生動物，且用體外受精的方式受精。雌魚的泄殖腔會排出大量稱為卵的配子到水中，而一條或多條雄魚會排出「魚白」（白色含有許多精子的液體）到未受精的卵上，以此方式進行受精。有些魚類也是卵胎生，利用尾鰭變成的插入器官進行體內受精，其作用類似人類的陰莖只有少部份的魚是胎生或卵胎生，一般會稱為胎鳉。

### 无脊椎动物
无脊椎动物有許多不同種類的生殖系統。除了头足纲及节肢动物外，其他的无脊椎动物幾乎都是雌雄間性，以體外受精方式進行受精。

#### 头足纲
头足纲的動物為两性异形的卵生動物。大部份的头足纲是半體內的受精，雄性將其配子放在雌性的外套腔或套膜腔內，和雌性卵巢內的卵细胞受精。雄性動物一般只有一個睾丸，雌性會有纏卵腺幫助卵的發育。
大部份無殼的头足纲動物（蛸亞綱，例如乌贼及章魚）的「陰莖」是生殖腺延伸出來，長的且有肌肉的部份，可以將精母細胞轉移到一支特別用來傳遞精母細胞的腕足（化茎腕），之後雄性會經由化茎腕將精母細胞傳移到雌性體內。有些物種沒有化茎腕，其生殖腺延伸的「陰莖」可以越過外套腔，直接將精母細胞轉移到雌性體內。

#### 昆蟲
昆虫的雌性生殖器官包括一对卵巢、二根侧输卵管（lateral oviduct）及中输卵管（median oviduct）。
雄性昆虫的生殖器官包括一对睾丸、一对输精管，一对储精囊（seminal vesicle），射精管（ejaculatory duct）和雄性附腺。睾丸可能是椭圆形或叶状。
昆虫交配时，雄方将精液注入雌虫的產卵管内，使精子储存於雌虫的受精囊中。蜻蜓以精液注于腹部基部的特殊交尾结构。

#### 蛛形綱
蜘蛛有一到二個的生殖腺，位在其腹部。其生殖器開口多半位在第二腹節的下方。大部份的蜘蛛交配是公蜘蛛將含有精子的精包傳遞到母蜘蛛體內。許多蜘蛛會有複雜的求偶儀式，以確定精子可以安全的送到母蜘蛛體內。
蜘蛛會孵卵，孵化後的小蜘蛛類似成熟的蜘蛛。而蝎子則是卵胎生或是胎生的。

## 植物

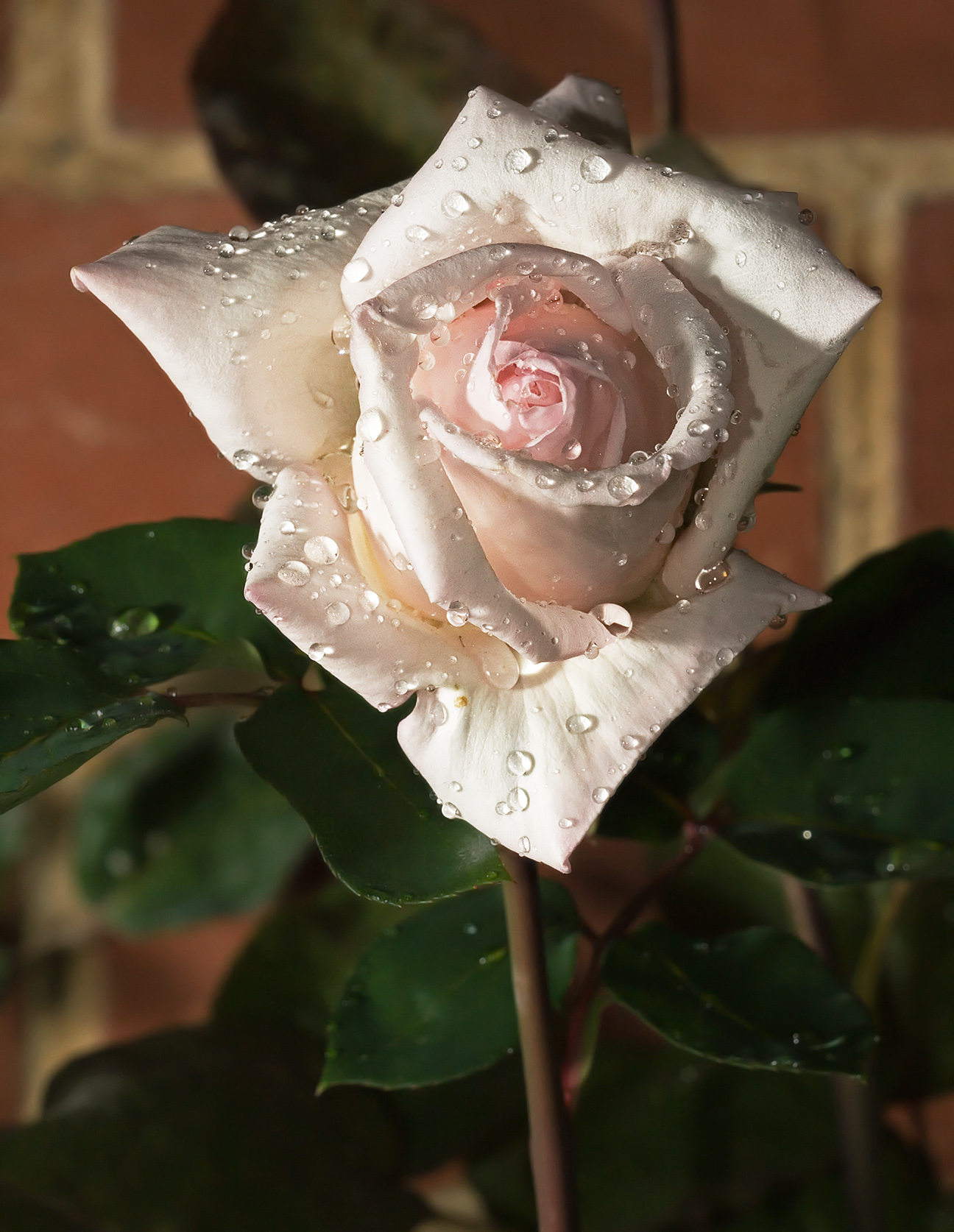
開花植物的繁殖器官。

花是種子植物的生殖器官，其中也可以看出生物生殖系統的多様性。種子植物的花粉和胚珠接觸（傳粉），使雌性配子受精。被子植物的花粉從其雄蕊的花藥產生、胚珠在雌蕊下方的子房內，為了吸引其他動物或昆蟲傳粉，被子植物的花或有鮮豔的花冠及花萼，或是有蜜腺來產生花蜜。裸子植物沒有子房，胚珠裸露在外，和花粉接觸後即可傳粉。

## 真菌
真菌的生殖相當複雜，反映真菌生物體在生命型態及基因上的多樣性。估計約有三分之一的真菌有一種以上的生殖方式。例如生殖可能會出現在真菌生命週期中二個明顯不同的階段：有性階段（teleomorph）及無性階段（anamorph）。 環境條件會觸發由基因決定的發育狀態，也會產生適合有性生殖或是無性生殖的構造。這類的構造可以有效的散播孢子或是含有孢子的繁殖體，以利於繁殖。